# Unions Rīga
Unions Riga byl to fotbalový klub se sídlem v Rize. Byl založen v roce 1907. Byl to vítěz lotyšské fotbalové ligy v roce 1910. V období nezávislosti Lotyšska hrával klub v lotyšské vyšší lize několik let. Byl to v podstatě sportovní klub pobaltických Němců, proto byl zrušen v roce 1939 s repatriaci pobaltských Němců.

## Nejlepší hráči
- Jānis Bebris
- Vladimirs Bērziņš
- Česlavs Stančiks
- Harijs Fogelis
- Georgs Kabuls
- Jūlijs Lindenbergs
- Ferdinands Neibergs
- Aleksandrs Roga
- Indriķis Reinbahs
- Ēriks Skadiņš
- Juris Skadiņš
- Alfrēds Verners